# Conselho Governante da Ambazônia
Conselho Governante da Ambazônia ou Conselho de Governação da Ambazónia (em inglês:  Ambazonia Governing Council, AGC) é um órgão independentista da Ambazônia.

## História
O Conselho Governante da Ambazônia foi criado em 2013  pela fusão de vários movimentos de independência, incluindo a Liga da Juventude de Camarões do Sul, o Conselho Nacional de Camarões do Sul, o Movimento de Restauração dos Camarões do Sul e a Organização dos Povos dos Camarões do Sul. É liderado pelo ex-secretário-geral da Liga da Juventude de Camarões do Sul, Ayaba Cho Lucas. 
Esse órgão desempenhou um papel fundamental no início da guerra separatista entre as milícias separatistas ambazonianas e as forças de segurança camaronesas. Em 9 de setembro de 2017, o Conselho Governante da Ambazônia declarou o desdobramento das Forças de Defesa da Ambazônia e o lançamento de operações de combate para alcançar a independência da Ambazônia.  Três semanas depois, a Southern Cameroons Ambazonia Consortium United Front (antecessora do Governo Interino da Ambazônia) declarou a independência do país, mas não apoiou a luta armada que o Conselho Governante da Ambazônia havia iniciado, preferindo a desobediência civil e uma campanha diplomática. Essa postura acabaria mudando. 
O Conselho Governante da Ambazônia permanece fora do Governo Interino, com o qual mantêm um relacionamento complicado. No entanto, o Governo Interino apoiou o braço armado do Conselho Governante, as Forças de Defesa da Ambazônia. Em março de 2019, o órgão recusou-se a participar da Conferência Geral  de Todos os Povos dos Camarões do Sul, em Washington, D.C., e assim não tomou parte na fundação do Conselho de Libertação de Camarões do Sul. 
O Conselho Governante possui uma atitude mais intransigente do que o Governo Interino e não dialoga com os federalistas. 